# Герб на Русия
Гербът на Русия представлява червен щит, на който е изобразен двуглав орел с короновани глави, а между тях – трета голяма корона на Петър Велики. В ноктите си орелът държи скиптър и златно кълбо с кръст, който символизира държавната власт. На гърдите си има друг щит на Московското княжество, който представлява изображение на св. Георги промушващ змей.

## Исторически гербове на Русия
- Герб на Руско царство
(1667)
- Герб на Руската империя
(1882 – 1917)
- Герб на Руската република
(1917 – 1918)
- Герб на РСФСР
(1918 – 1920)
- Герб на РСФСР
(1920 – 1954)
- Герб на РСФСР
(1954 – 1978)
- Герб на РСФСР
(1978 – 1992)
- Герб на Русия
(1992 – 1993)

## Гербове на СССР
- Герб на СССР
(1923 – 1936)
- Герб на СССР
(1936 – 1946)
- Герб на СССР
(1946 – 1956)
- Герб на СССР
(1956 – 1991)

## Предложения за герб на Русия следразпада на Съветския съюз
- Предложение от Конституционната комисия на Русия